# Santa Clara (Messico)
Santa Clara è una municipalità del Messico, situato nello stato di Durango.